# Alleanza per il Progresso
(John Fitzgerald Kennedy)

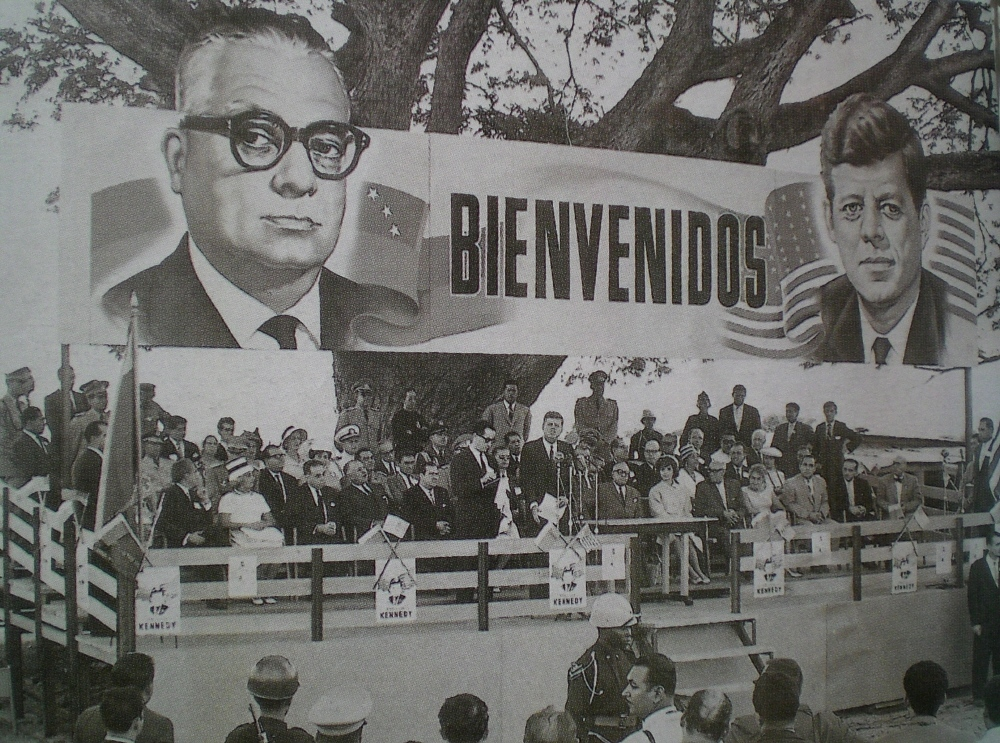
Il presidente venezuelano Rómulo Betancourt e il Presidente degli Stati Uniti John F. Kennedy a La Morita, Venezuela, durante un incontro ufficiale per l'Alleanza per il Progresso nel 1961

L'Alleanza per il Progresso (in lingua inglese Alliance for Progress; in lingua spagnola Alianza para el Progreso) è stato un programma voluto dal Presidente degli Stati Uniti d'America John F. Kennedy nel 1961, con lo scopo di stabilire la collaborazione economica tra gli Stati Uniti d'America e l'America Latina.
Il Governatore di Porto Rico, Luis Muñoz Marín, fu un consulente sui problemi dell'America Latina molto vicino a Kennedy, e uno dei principali amministratori dell'isola, l'architetto dell'Operazione Bootstrap, Teodoro Moscoso, fu nominato coordinatore del programma dallo stesso Kennedy.

## Origine e scopi

### La situazione dell'America latina
Subito dopo la fine della seconda guerra mondiale il governo degli Stati Uniti, impegnato prima nella ricostruzione dell'Europa, devastata dalla guerra, poi dalla guerra di Corea, trascurò completamente l'America Latina. Di tale grave omissione furono responsabili i due governi che avevano preceduto la presidenza Kennedy: quelli di Harry S. Truman e di Dwight Eisenhower. Tra la fine della seconda guerra mondiale e l'ascesa alla presidenza di John F. Kennedy la Jugoslavia, paese a governo comunista, ricevette, lei sola, più aiuti in denaro dagli Stati Uniti, che tutta l'America Latina.
Il giornalista e storico colombiano Germán Arciniegas aveva scritto nel 1952:
()
Il continente latino-americano aveva il più alto tasso demografico del mondo, i due quinti della popolazione era di età inferiore ai 15 anni, il 30% moriva prima dei 50 anni, il 50% della popolazione era analfabeta, il 2% deteneva la metà dell'intera ricchezza mentre il 70% si trovava in miseria.
All'inizio del 1961 una commissione sui problemi dell'America Latina, istituita dallo speechwriter di John F. Kennedy, Richard N. Goodwin, e presieduta dall'ex componente del Brain Trust di Roosevelt, Adolf Berle, consegnò al Presidente la sua relazione propositiva.

### La proposta degli Stati Uniti
Nel marzo del 1961 il Presidente Kennedy propose un piano decennale per l'America latina:
(President John F. Kennedy: On the Alliance for Progress, 1961)
Il programma fu sottoscritto nel corso di una conferenza inter-americana a Punta del Este, in Uruguay, nell'agosto del 1961. Il documento richiedeva: 
- un incremento annuo del 2,5% degli introiti pro capite,
- l'instaurazione di governi democratici
- l'eliminazione dell'analfabetismo degli adulti entro il 1970
- la stabilità dei prezzi per evitare inflazione o deflazione
- una più equa distribuzione dei guadagni, la riforma agricola
- la pianificazione economica e sociale.[6][7]

1. 1 Il piano richiedeva ai paesi latino-americani l'investimento di un capitale di 80 miliardi di dollari su un arco di 10 anni. Gli Stati Uniti accettarono di fornire una garanzia di 20 miliardi di dollari nel decennio.[7]
2. 2 I delegati latino-americani richiesero ai paesi partecipanti di stendere piani generali per ogni sviluppo nazionale. Tali piani sarebbero poi stati sottoposti per l'approvazione ad un consiglio di esperti interamericani
3. 3 I tribute fiscali avrebbero dovuto essere modificati per «richiedere di più a chi ha di più» e avrebbe dovuto essere realizzata la riforma agraria.[6]

## Aiuti statunitensi all'America Latina
Per effetto del programma l'assistenza economica all'America Latina triplicò quasi tra gli esercizi fiscali del 1960 e del 1961. Tra il 1962 e il 1967 gli Stati Uniti fornirono all'America Latina 1,4 miliardi di dollari l'anno. Se si comprendoni i nuovi investimenti l'ammontare sale a 3,3 miliardi l'anno nel periodo considerato. Comunque l'ammontare degli aiuti non eguagliava i trasferimenti netti di risorse e sviluppo poiché i paesi dell'America Latina dovevano ancora pagare il loro debito verso gli Stati Uniti e gli altri paesi del mondo sviluppato. In più i profitti degli investimenti tornavano usualmente negli Stati Uniti, con valori spesso eccedenti i nuovi investimenti.
Gli aiuti economici all'America Latina si ridussero fortemente verso la fine degli anni sessanta, in particolare allorché Richard Nixon entrò alla Casa Bianca.
Nel marzo del 1969 l'ambasciatore statunitense presso l'Organizzazione degli Stati americani (OAS), William T. Denzer, spiegò al Comitato degli Stati Uniti per le Relazioni Internazionali:
(Dal discorso di William T. Denzer al Comitato degli Stati Uniti per le Relazioni Internazionali)

## Lobbyingper gli affari
Il documento dell'alleanza comprendeva una clausola incoraggiata dai politici statunitensi che incaricava I governi latino-americani a promuovere «…le condizioni che incoraggeranno il flusso degli investimenti esteri» nelle regioni.
Le lobby industriali fecero pressioni sul Congresso affinché modificasse la Legge sull'assistenza ai paesi stranieri del 1961 per assicurarsi che gli aiuti degli Stati Uniti non venissero utilizzati per alimentare gli affari di altri paesi che potevano competere con gli Stati Uniti «…a meno che il paese interessato fosse d'accordo a limitare l'esportazione dei propri prodotti negli Stati Uniti al 20% delle forniture».

## Controversie
Ivan Illich mosse una forte critica all'Alleanza, vedendola come «…gestita da banche e organizzata dalle nazioni benestanti, fondazioni e gruppi religiosi»
Il giornalista A. J. Langguth (1933 – 2014) notò che molti nazionalisti brasiliani disdegnarono l'Alleanza come aiuto straniero del Brasile agli Stati Uniti nella convinzione che le società americane stavano portando via dal Paese più denaro di quanto ne avessero investito.
 Sebbene il Brasile avesse negli anni dell'Alleanza una bilancia dei pagamenti in rosso rispetto agli Stati Uniti, la dimensione di questo deficit fu ampiamente superata dalle garanzie e dai crediti forniti dagli Stati Uniti al Brasile. Il Brasile godette anche di un ampio surplus nella sua bilancia globale dei pagamenti durante gli anni dell'Alleanza.

## Versione militare
Durante l'amministrazione Kennedy, tra il 1961 e il 1963, gli Stati Uniti sospesero le relazioni economiche e/o ruppero i rapporti diplomatici con molti paesi che erano diretti da una dittatura, compresi Argentina, Cuba, la Repubblica Dominicana, l'Ecuador, il Guatemala, l'Honduras e il Perù. Ma queste sospensioni furono imposte solo temporaneamente, per periodi da sole tre settimane a sei mesi.

## Gli studi di Rockefeller
Poiché la percezione era che l'Alleanza per il Progresso fosse un fallimento, appena dopo essersi installato alla Casa Bianca, il 17 febbraio 1969, il Presidente Richard Nixon commissionò uno studio per verificare la situazione dell'America Latina. Egli incaricò di dirigere lo studio il suo più potente rivale, il Governatore dello stato di New York, Nelson Rockefeller. I pessimi rapporti che ricorrevano fra i due uomini politici fanno pensare che Nixon non avrebbe avuto molto interesse al risultato di questo studio. Vi fu un calo d'interesse per la regione alla fine degli anni 1960 fino agli inizi degli anni ‘70.
All'inizio del 1969 Rockefeller e i suoi consulenti intrapresero quattro viaggi in America Latina. Gran parte di questi si rivelarono un motivo di disagio. In proposito Rockefeller scrisse, nella prefazione al suo rapporto:
(Prefazione al rapporto di Rockefeller sullo stato dell'arte dell'Alleanza per il Progresso.)
La maggior parte del rapporto di Rockefeller propose una riduzione del coinvolgimento degli Stati Uniti: «Noi, negli Stati Uniti, non possiamo determinare la struttura della politica interna di qualsiasi altra nazione.» Poiché vi era poco che gli Stati Uniti dovessero o potessero fare per cambiare l'atmosfera politica in altri paesi, non vi era motivo di tentare di utilizzare gli aiuti economici come strumento politico. Questa fu la giustificazione per ridurre gli aiuti economici all'America Latina. Il rapporto Rockefeller proponeva di continuare l'erogazione di qualche aiuto, ma raccomandava di creare programmi di aiuto più efficaci.

## Successi e fallimenti del programma
La crescita della produzione locale pro capite nell'America Latina negli anni 1960 fu del 2.6%, superiore all'obiettivo dell'Alleanza per il Progresso, che era del 2.5%. In contrasto con l'incremento pro capite del 2.2% degli anni 1950, la crescita del Prodotto interno lordo raggiunse il 2.9% nella seconda metà degli anni 1960 ed accelerò al 3.3% negli anni settanta.
In tutto nove paesi (compresi Brasile e Messico) raggiunsero gli obiettivi, dieci non li raggiunsero e solo Haiti evidenziò una crescita minore.
L'analfabetismo degli adulti si ridusse ma non fu cancellato. In alcuni paesi il numero di coloro che frequentavano l'università raddoppiò o anche triplicò. Anche l'accesso alla scuola secondaria mostrò incrementi. Furono inoltre elargite razioni supplementari di cibo a un bambino su quattro di quelli in età scolastica. A molte persone furono forniti nuove scuole, testi scolastici, alloggio.
L'Alleanza per il Progresso vide la partenza di una riforma a lungo termine, con qualche miglioramento nell'utilizzo e nella distribuzione della terra, un leggero miglioramento delle leggi tributarie e dell'amministrazione, la fornitura di programmi dettagliati di sviluppo all'Organizzazione degli Stati americani, la creazione di agenzie centralizzate di pianificazione e maggiori sforzi locali per fornire alloggi, formazione e istituzioni finanziarie.
Cliniche sanitarie furono costruite attraverso l'America Latina, ma il miglioramento nelle cure sanitarie fu ostacolato dalla crescita della popolazione.
Dei 15 milioni di famiglie contadine viventi nell'America Latina, solo uno beneficiò di qualsiasi tipo di riforma agraria e le élite tradizionali fecero resistenza ad ogni riforma agraria.
Furono varate leggi istituenti l'obbligo di un salario minimo ma quello offerto ai lavoratori del Nicaragua, ad esempio, era così basso da non avere alcun effetto apprezzabile sulle paghe ricevute.
Nell'America Latina durante gli anni 1960 tredici governi costituzionali furono sostituiti da dittature militari. Secondo alcuni autori, come Peter Smith, questo fu un fallimento dell'Alleanza per il Progresso. Peter Smith scrisse: «Il più cocente fallimento dell'Alleanza per il Progresso è stato quello del regime politico. Invece di promuovere e consolidare regole di riforma civile, gli anni sessanta furono testimoni di colpi di stato militari […] Entro il 1968 i dittatori governavano in molti paesi.»

## Risultati
L'Alleanza per il Progresso ottenne un breve successo di pubbliche relazioni. Essa ebbe effettivi ma limitati avanzamenti in campo economico. Ma negli anni settanta il programma venne generalmente visto come un fallimento.
Il fallimento fu dovuto ai seguenti motivi:
- I paesi latino-americani non volevano realizzare le riforme necessarie, particolarmente quella agricola.
- I successori del Presidente Kennedy diedero minor sostegno al programma.
- L'ammontare delle somme di denaro non fu sufficiente per un intero emisfero: 20 miliardi di dollari significarono solo 10 dollari per ogni abitante latino-americano.[6]

L'Organizzazione degli Stati Americani sciolse il Comitato permanente creato per realizzare l'Alleanza nel 1973.